# 高野町の歌
「高野町の歌」（こうやちょうのうた）は、和歌山県伊都郡高野町が制定した町歌である。作詞・佐藤春夫、作曲・信時潔。

## 解説
1949年（昭和24年）に高野町の町制20周年を記念して制定された。1934年（昭和9年）制定の「海南市歌」が海南市の新設合併により2005年（平成17年）に廃止されて以降は、県内の現行市町村歌として最古の楽曲となっている。
作詞は懸賞募集に拠らず詩人で県内新宮市出身の佐藤春夫に、作曲は東京音楽学校講師で仏教讃歌「みほとけは」などの作品がある信時潔にそれぞれ依頼された。信時の作曲による旋律は「金剛流御詠歌に近似した壮厳な曲」と評されている。
毎年6月に高野山で開催される「青葉まつり」では「弘法大師奉讃歌」他の楽曲と併せて町歌が演奏されており、町内の防災無線では正午を知らせる時報に町歌が使われている。